# Franck Touron
Pour les articles homonymes, voir Touron (homonymie).
Franck Touron est un footballeur français né le 1er décembre 1970 à Valence (Drôme). 
Il joue principalement à Nîmes au poste de défenseur. Il est finaliste de la Coupe de France en 1996 avec ce club.

## Carrière
- 1987-1994 :  Nîmes Olympique
- 1994-1995 :  Olympique Grenoble Isère
- 1995-1997 :  Nîmes Olympique[1]

## Palmarès
- Finaliste de la Coupe de France en 1996 avec le Nîmes Olympique
- Champion de France de National en 1997 avec le Nîmes Olympique